# Gonolobus lewisii
Gonolobus lewisii är en oleanderväxtart som beskrevs av Louis Otho Otto Williams. Gonolobus lewisii ingår i släktet Gonolobus och familjen oleanderväxter. Inga underarter finns listade i Catalogue of Life.